# Тайшин, Пётр Петрович
Баксадай-Дорджи (в крещении — князь Пётр Петрович Тайшин; ум. 1736) — калмыцкий тайши, сын Чакдор-Джаба и Хандаги, дочери джамбуйлукского мурзы. Внук первого калмыцкого хана Аюки. Крëстный сын Петра Великого.

## Биография
Баксадай-Дорджи женился на 14-летней Церен-янжи, внучке хошутского тайши Очирту-Цецен-хана.
В 1724 году после смерти Аюки началась междоусобная борьба за вакантный ханский престол. На ханский трон претендовали Церен-Дондук, Досанг, Доржи Назаров, Дондук-Омбо и Баксадай-Доржи. Чтобы заручиться поддержкой царского правительства в борьбе за власть со своими соперниками, Баксадай-Дорджи 15 ноября 1724 года принял крещение в Санкт-Петербурге в Троицкой церкви. Крёстным отцом Баксадая-Дорджи был сам русский император Пётр Великий. Новокрещеный получил имя Пётр, а его титул (тайши) стал фамилией. Вместе с ним крестились семь зайсангов, одним из крёстных отцом являлся светлейший князь Александр Данилович Меншиков. Петру Тайшину был дарован титул князя и власть над всеми крещёными калмыками.
По чертежам императора была изготовлена походная церковь Воскресения Христова, которую по случаю крещения подарили православному князю Петру Тайшину. 8 февраля 1725 года Синод постановил отправить вместе с новокрещеным калмыцким князем Петром Тайшиным для миссионерской деятельности иеромонаха Троице-Сергиева монастыря Никодима (в миру — Николай Ленкевич, 1673—1739). Петру Тайшину было определено годовое жалование в 1 тысячу рублей и 350 четвертей муки.
Крещеные калмыки зачисляли в казачество и расселяли в Царицыне и Саратове. Однако калмыки выказывали желание селиться всеми вместе в одном отведенном поселении. В начале 1736 года, находясь в Санкт-Петербурге, Петр Тайшин вел переговоры о предоставлении особого места для подданных ему людей. В конечном итоге Коллегия иностранных дел удовлетворила его прошение, выдав разрешение на строительство небольшой крепости и церкви для крещеных калмыков. Не успев выехать из столицы, Петр Тайшин скончался в том же 1736 году.
После смерти князя Петра Петровича Тайшина царское правительство передало власть над крещеными калмыками его вдове Церен-янжи. 3 июля 1735 года по примеру мужа она приняла православную веру и получила имя Анна Ивановна Тайшина. Крестными родителями Анны были российская императрица Анна Иоанновна и канцлер Андрей Иванович Остерман. По её прошению был основан город Ставрополь (ныне Тольятти).